# Стейнхардт, Пол
Пол Стейнхардт (англ. Paul Joseph Steinhardt; род. 25 декабря 1952, Вашингтон, США) — американский физик-теоретик. Труды в основном посвящены космологии (инфляционная модель Вселенной, экпиротический сценарий, циклическая модель) и квазикристаллам.
Стейнхардт получил степень бакалавра по физике в 1974 году в Калифорнийском технологическом институте, степень магистра физики в 1975 году и степень доктора философии по физике в 1978 году в Гарвардском университете.
Стейнхардт критикует такие понятия и подходы как антропный принцип, инфляционная модель Вселенной, теория струн, мультивселенная. При этом Стейнхардт с соавторами развил свой вариант космологической модели циклической Вселенной на основе модели бран, вытекающей из М-теории.

## Признание
Является лауреатом множества премий, в число которых входят:
- Стипендия Гуггенхайма (1994)[10]
- Медаль Дирака (2002)[11]
- Thomson Reuters Citation Laureates (2006)
- Премия Оливера Бакли (2010)[12]
- Медаль Джона Скотта (2012)

Член Национальной академии наук США (1998)

## Книги
- The Second Kind of Impossible: The Extraordinary Quest for a New Form of Matter (2019)
  - Перевод  Пол Стейнхардт. Невозможность второго рода. Невероятные поиски новой формы вещества / пер. с англ. Александра Сергеева. — Corpus, 2022.